# Каван Перейра
Каван Перейра (порт. Kawan Pereira, 17 червня 2002) — бразильський стрибун у воду.
Учасник Олімпійських Ігор 2020 року, де в стрибках з 10-метрової вишки посів 10-те місце.